# حامد کناریوند
حامد كناريوند ( (بالفارسية: حامد کناریوند) من مواليد 15 أبريل 1987 في إيلام ) هو رياضي إيراني يلعب التايكوندو.           حصل على الميدالية الذهبية في بطولة العالم للتايكوندو 2008 في مانشستر.      كما تم اختياره كأفضل لاعب في البطولة. حصل على المركز الأول في بطولة آسيا 2010 بالهند.   والمركز الثالث في بطولة الأندية الآسيوية 2007 في إيران.   

## روابط خارجية
- حامد كناريوند على انستجرام